# Lilla Brignone
Lilla Adelaide Brignone (Roma, 23 de agosto de 1913 — Roma, 24 de março de 1984) foi uma atriz italiana.

## Biografia
Mesmo quando criança frequentou sets de filmagem e teatros, sendo filha do diretor Guido Brignone e da atriz Lola Visconti. Ele fez sua estréia no teatro com a idade de quinze anos na companhia de Kiki Palmer.
Uma das atrizes mais representativas do século XX italiano, ela trabalhou com importantes figuras do entretenimento, como Ruggero Ruggeri, Memo Benassi, Renzo Ricci, Giorgio Strehler, Salvo Randone, Vittorio De Sica e Luchino Visconti.
Devido à secura e à intensidade interpretativa que a distinguem, ela também é lembrada no teatro pelos papéis de Vassilissa em O Hotel dos Pobres por Maksim Gorkij (dirigido por Strehler), de La signorina Giulia por August Strindberg (dirigido por Visconti) e da Sra. Frola em Cosìè ( Se si pare) de Pirandello (dirigido por Giancarlo Sepe ). Ele ganhou o Prêmio San Genesio em 1955 pela interpretação de Come Le Foglie de Giuseppe Giacosa.
Ele foi um companheiro de vida na cena de Gianni Santuccio com quem formou um dos casais mais famosos da história do teatro italiano. Também amado pelos cineastas, foi dirigido, entre outros, por Salvatore Samperi, Pasquale Squitieri, Jean Delannoy, Bernard Borderie, Alberto Lattuada, Renato Castellani, Alessandro Blasetti e Michelangelo Antonioni.
Em 1972 ela foi premiada com o Oscar Capitolino, um prêmio de solidariedade dado àqueles que se destacaram em solidariedade.
Recebeu a honraria de Grande Oficial da Ordem do Mérito da República Italiana em     Roma, em 3 de janeiro de 1981, sob proposta da Presidência do Conselho de Ministros.

## Teatrografia parcial
- The Poor Hotel, dirigido por Giorgio Strehler (1947)
- Le notti dell'ira, dirigido por Giorgio Strehler (1947)
- Os Gigantes da Montanha, dirigido por Giorgio Strehler (1947)
- O furacão, dirigido por Giorgio Strehler (1947)
- Delitto e castigo, dirigido por Giorgio Strehler (1948)
- La selvaggia, dirigido por Giorgio Strehler (1948)
- Riccardo II, dirigido por Giorgio Strehler (1948)
- La tempesta, dirigido por Giorgio Strehler (1948)
- Romeu e Julieta, dirigido por Giorgio Strehler (1948)
- Assassínio na Catedral, dirigido por Giorgio Strehler (1948)
- Il gabbiano, dirigido por Giorgio Strehler (1948)
- A família Antrobus, dirigido por Giorgio Strehler (1948)
- The Taming of the Shrew, dirigido por Giorgio Strehler (1949)
- Gente nel tempo, dirigido por Giorgio Strehler (1949)
- Il piccolo Eyolf, dirigido por Giorgio Strehler (1949)
- O parisiense, dirigido por Giorgio Strehler (1950)
- Riccardo III, dirigido por Giorgio Strehler (1950)
- I Giusti, dirigido por Giorgio Strehler (1950)
- Alcesti de Samuele, dirigido por Giorgio Strehler (1950)
- La putta honorata, dirigido por Giorgio Strehler (1950)
- Estate e fumo, dirigido por Giorgio Strehler (1950)
- Il misantropo, dirigido por Giorgio Strehler (1950)
- A morte de Danton, dirigida por Giorgio Strehler (1950)
- Casa da boneca, dirigida por Giorgio Strehler (1951)
- Mad Gold, dirigido por Giorgio Strehler (1951)
- Não jure nada, dirigido por Giorgio Strehler (1951)
- A décima segunda noite, dirigido por Giorgio Strehler (1951)
- Elettra, dirigido por Giorgio Strehler (1951), por Sófocles
- Oplà, noi viviamo, dirigido por Giorgio Strehler (1951)
- Macbeth, dirigido por Giorgio Strehler (1952)
- Emma, dirigido por Giorgio Strehler (1952)
- A viagem na água, dirigida por Giorgio Strehler (1952)
- Elizabeth of England, dirigido por Giorgio Strehler (1952)
- L'ingranaggio, dirigido por Giorgio Strehler (1953)
- Seis personagens em busca de um autor, dirigido por Giorgio Strehler (1953)
- Lulù de Carlo Bertolazzi,[4] dirigido por Giorgio Strehler (1953)
- Come le foglie, dirigido por Luchino Visconti (1954)
- Il Crogiuolo, dirigido por Luchino Visconti (1955)
- Hoje à noite ele recita ao sujeito, dirigido por Giorgio Strehler (1956)
- Miss Giulia, dirigido por Luchino Visconti (1957)
- Imagens e horários de Eleonora Duse, dirigido por Luchino Visconti (1958)
- Vigília minha casa, Angelo, dirigida por Luchino Visconti (1958)
- Estate e fumo, de Tennesse Williams, dirigido por Virginio Puecher, Roma, Teatro della Cometa, 20 de novembro de 1959.
- La seppia, de Riccardo Rangoni, dirigido por Sandro Bolchi, Milão, Teatro Manzoni, 16 de dezembro de 1960.
- O amante complacente, de Graham Greene, dirigido por Sandro Bolchi, Milão, Teatro Manzoni, 28 de dezembro de 1960.
- Caldo de galinha com cevada, dirigido por Virginio Puecher (1963)
- Maria Stuarda, dirigida por Luigi Squarzina (1964)
- A freira de Monza, dirigida por Luchino Visconti (1967)
- Os terríveis parentes de Jean Cocteau, dirigidos por Franco Enriquez (1978)
- Come le foglie, dirigido por Giancarlo Sepe (1979)
- Danza macabra, dirigido por Giancarlo Sepe (1981)
- Isso é o que é (se você gosta), dirigido por Giancarlo Sepe (1982)

## Filmografia

### Cinema
- Teresa Confalonieri, dirigido por Guido Brignone (1934)
- Passaporte vermelho, dirigido por Guido Brignone (1935)
- A cascavel, dirigido por Raffaello Matarazzo (1935)
- Lo smemorato, dirigido por Gennaro Righelli (1936)
- Trinta segundos de amor, dirigido por Mario Bonnard (1936)
- Pense nisso, Giacomino!, dirigido por Gennaro Righelli (1936)
- Live!, dirigido por Guido Brignone (1937)
- O jantar das piadas, dirigido por Alessandro Blasetti (1941)
- Prazo de 30 dias, dirigido por Luigi Giacosi (1944)
- Portas fechadas, dirigidas por Fernando Cerchio e Carlo Borghesio (1944)
- O julgamento das solteironas, dirigido por Carlo Borghesio (1944)
- Nós vencemos!, dirigido por Rogert Adolf Stemmle (1950)
- Mulheres Proibidas, dirigido por Giuseppe Amato (1953)
- La paddy, dirigido por Raffaello Matarazzo (1955)
- Sonhos na gaveta, dirigido por Renato Castellani (1957)
- Pezzo, capopozzo e capitão, dirigido por Wolfgang Staudte (1958)
- Verão violento, dirigido por Valerio Zurlini (1959)
- Cartas de um principiante, dirigido por Alberto Lattuada (1960)
- Fantasmas em Roma, dirigido por Antonio Pietrangeli (1961)
- L'eclisse, dirigido por Michelangelo Antonioni (1962)
- La nun of Monza, dirigido por Carmine Gallone (1962)
- L'eclisse, dirigido por Michelangelo Antonioni (1962)
- L'amore difficile, dirigido por Luciano Lucignani (1962)
- Vênus imperial, dirigido por Jean Delannoy (1962)
- Rocambole, dirigido por Bernard Borderie (1962)
- Um marido em condomínio, dirigido por Angelo Dorigo (1963)
- A cobertura, dirigida por Gianni Puccini (1963)
- O dia mais curto, dirigido por Sergio Corbucci (1963)
- Toda a beleza do homem, dirigida por Aldo Sinesio (1963)
- Herói de Coriolano sem pátria, dirigido por Giorgio Ferroni (1964)
- I promessi sposi, dirigido por Mario Maffei (1964)
- La bambolona, dirigido por Franco Giraldi (1968)
- Orgasmo, dirigido por Umberto Lenzi (1968)
- Camorra, dirigido por Pasquale Squitieri (1972)
- Malizia, dirigido por Salvatore Samperi (1973)
- La Tosca, dirigido por Luigi Magni (1973)
- Pecado Venial, dirigido por Salvatore Samperi (1974)
- Planeta Vênus, dirigido por Edda Tattoli (1974)
- Ah, Serafina! dirigido por Alberto Lattuada (1976)
- Il deserto dei Tartari, dirigido por Valerio Zurlini (1976)
- Per amore, dirigido por Mino Giarda (1976)
- Crimes, amor e ciúme, dirigido por Luciano Secchi (1982)

### Televisão
- Quella, dirigido por Guglielmo Morandi (1957)
- Casa da Boneca, dirigida por Vittorio Cottafavi (1958)
- Uma tragédia americana dirigida por Anton Giulio Majano (1962)
- Grandeza natural , dirigido por Carlo Lodovici (1963)
- A Filha do Capitão, dirigida por Leonardo Cortese (1965)
- Eu promessi sposi, dirigido por Sandro Bolchi (1967)
- Maria Stuarda, dirigida por Edmo Fenoglio (1968)
- Um verão, um inverno, dirigido por Mario Caiano (1971)
- Os monstros sagrados, dirigidos por Flaminio Bollini (1971)
- Dança da morte, por August Strindberg (1971)
- Eu demoni, dirigido por Sandro Bolchi (1972)
- The Green Track, dirigido por Silvio Maestranzi (1975)
- Em memória de uma amiga, dirigida por Giuseppe Patroni Griffi (1978)

## Radionovela na Rai

Lilla Brignone e Gianni Santuccio durante os ensaios da comédia de rádio O homem no ponto nos estudos RAI 1960

- As aventuras de férias de Carlo Goldoni, dirigido por Guglielmo Morandi, transmitido em 7 de agosto de 1953.
- A cotovia de Jean Anouilh, dirigida por Mario Ferrero, transmitida em 12 de março de 1954.
- Il Tartufo di Molière, dirigido por Gianni Santuccio, Companhia Estável do Teatro Manzoni, em Milão, transmitido em 5 de agosto de 1956.
- Anna Christie de Eugene O'Neill, dirigida por Pietro Masserano Taricco, transmitida em 28 de fevereiro de 1957.
- O homem ao ponto de Giuseppe Dessì, dirigido por Giacomo Colli, transmitido em 14 de dezembro de 1960.

## Dublagem
- Katharine Hepburn em Trojans
- Miriam Karlin em Laranja Mecânica
- Simone Signoret em Adua e seus companheiros
- Françoise Rosay em Eu não sou mais uma guaglione
- Anouk Aimée em La dolce vita
- Betsy Blair em Senilidade
- Melina Mercouri em O Último Julgamento
- Edwige Feuillère em Scusi, vamos fazer amor?
- Cicely Browne em Casanova de Federico Fellini
- Gianna Maria Canale em Os escravos de Cartago